# Об'єднаний центр біозахисту
Об'єднаний центр біозахисту (англ. Joint Biosecurity Centre) — це урядовий орган Великої Британії, який консультує уряд Великої Британії щодо розробки заходів проти епідемії COVID-19, зокрема щодо проведення тестування, поїздок за кордон і «рівня небезпеки щодо COVID-19» у Великій Британії. Про його існування повідомив прем'єр-міністр Борис Джонсон у травні 2020 року. Цей орган є частиною Агентства безпеки охорони здоров'я Великої Британії з моменту створення цього агентства 1 квітня 2021 року.

## Підзвітність і персонал
Державний міністр із питань соціального забезпечення міністерства охорони здоров'я та соціального забезпечення Гелен Вотлі здійснює нагляд за Об'єднаним центром біозахисту. Том Герд, державний службовець, був керівником Об'єднаного центру біозахисту з травня 2020 року по червень 2020 року, після чого його змінила Клер Гардінер, яка була відряджена з посади директора Національного центру кібербезпеки. Однак вважається, що посада керівника центру біозахисту була вакантною з червня 2021 року.
У створенні Об'єднаного центру біозахисту брав участь епідеміолог Томас Вейт, який раніше був старшим керівником громадської охорони здоров'я Англії. У жовтні 2020 року він став директором із охорони здоров'я, і був директором з аналізу стану здоров'я, доки в липні 2021 року не обійняв посаду заступника головного медичного спеціаліста.
Станом на липень 2021 року Джоанна Гатчінсон очолювала відділ даних і наукових даних.

## Історія
У червні 2020 року було сказано, що цей орган є частиною служби відстеження інфікованих «NHS Test and Trace», і повідомлялося, що було відряджено невелику кількість співробітників Центру урядового зв'язку, щоб допомогти центру біозахисту розвинути можливості аналізу даних.
У жовтні 2020 року стало відомо, що одним із обов'язків Об'єднаного центру біозахисту є «локальні локдауни, застосовані до мільйонів людей по всій країні». Об'єднаний центр біозахисту повідомила про це в жовтні 2020 року, коли стала предметом дискусії щодо секретності, на яку вона мала право. Окремі депутати та науковці тоді вимагали опублікувати протоколи та членський склад центру.
У тому ж місяці стало відомо, що JBC несе відповідальність за рішення про введення обмежень на пересування в Лондоні, Йорку та інших районах. Деякі депутати були засмучені тим, що центр біозахисту не опублікував ані свій аналіз, ані свої аргументи. Навіть його приміщення були закриті від очей начальником відділу служби охорони здоров'я.
У липні 2021 року Управління регулювання статистики зауважило центру біозахисту про відсутність прозорості щодо даних на підтримку рішення уряду від 16 липня про посилення карантинних вимог для осіб, які прибувають до Англії з Франції.